# ORP Orzeł (1985)
ORP Orzeł (291) – okręt podwodny trzeciej generacji, projektu 877E (typu Pałtus, NATO: Kilo) należący do polskiej Marynarki Wojennej, zaprojektowany w radzieckim biurze konstrukcyjnym CKB-18 zbudowany w stoczni Krasnoje Sormowo w Gorki. Był okrętem przeznaczonym, przede wszystkim do zwalczania okrętów podwodnych, z wysokimi zdolnościami, w II połowie XX wieku do przeprowadzania patroli bojowych oraz rozpoznania. 
Stępkę pod budowę okrętu położono 29 września 1984 roku, a zwodowano go 7 czerwca 1985 roku. 29 kwietnia 1986 roku w Rydze na terenie Łotewskiej SRR nastąpiło podniesienie bandery wojennej, zaś 13 czerwca 1986 roku okręt przypłynął do Portu Wojennego Gdynia, gdzie 21 czerwca tego samego roku przeszedł uroczysty chrzest i nadano mu numer burtowy 291. Okręt wszedł w skład dywizjonu Okrętów Podwodnych 3 Flotylli Okrętów w Gdyni, w ramach którego prowadził działalność operacyjną. ORP „Orzeł” (291) jest dziewiętnastym okrętem podwodnym w historii MW, trzecim noszącym nazwę „Orzeł”.
Jest jednym z najstarszych pozostających w służbie okrętów tego typu na świecie i jedynym okrętem podwodnym Marynarki Wojennej.

## Kupno okrętu
Pod koniec lat 70 XX w. na wyposażeniu MW pozostawały mocno przestarzałe, określane w kodzie NATO jako typ Whiskey, okręty podwodne projektu 613 – wywodzące swą konstrukcję z opracowanych jeszcze w III Rzeszy U-Bootów typu XXI. Technologiczna przestarzałość oraz postępujący proces zużycia tych okrętów, powodował konieczność pilnego zastąpienia ich nowymi i nowoczesnymi jednostkami podwodnymi, zdolnymi do prowadzenia operacji morskich na obszarze Bałtyku, a także na innych akwenach morskich stanowiących obszar zainteresowania państw Układu Warszawskiego. W tej sytuacji władze Polskiej RL podjęły decyzję o zastąpieniu tych okrętów czterema nowymi jednostkami. W Związku Radzieckim tymczasem, w roku 1975, w biurze konstrukcyjnym Rubin (wcześniej CKB-18) podjęte zostały prace nad opracowaniem nowej generacji okrętów podwodnych z napędem konwencjonalnym. W efekcie pod kierunkiem Jurija Kormilicina powstał projekt okrętów podwodnych o konstrukcji dwukadłubowej, w którym po raz pierwszy w radzieckich okrętach o napędzie konwencjonalnym zastosowano opracowany w amerykańskim programie badawczym „albacore” na początku lat 50 XX w., kroplowy kształt kadłuba. Wariant okrętów projektu 877, które w nomenklaturze NATO otrzymały oznaczenie Kilo (w radzieckiej zaś Warszawianka), od swego zarania był przeznaczony na wyposażenie sił morskich Układu Warszawskiego oraz innych państw. Okręty te zostały skonstruowane specjalnie do prowadzenia działań przeciwpodwodnych. Wyposażone więc zostały w zestaw czułych sensorów, zastosowano też w nich szereg rozwiązań technicznych zmierzających do redukcji sygnatury akustycznej oraz magnetycznej. Te relatywnie duże okręty podwodne okazały się dużym sukcesem, stając się jednymi z najcichszych radzieckich okrętów podwodnych swoich czasów. Zawdzięczały to między innymi zastosowaniu powłoki anechoicznej, a także izolacji dźwiękowej oraz antywibracyjnej maszyn i urządzeń pokładowych. Układ napędowy jest typu diesel-elektrycznego, z jednym wałem napędowym i jedną śrubą. Generatory elektryczne sprzężone z silnikami wysokoprężnymi wytwarzają energię elektryczną, która zasila pojedynczy silnik elektryczny w trakcie pływania na powierzchni lub przy użyciu chrap. Energia elektryczna ładuje także akumulatory, które zasilają siłownię w trakcie pływania podwodnego. W ten sposób okręt podwodny typu Kilo napędzany jest za pomocą cichego silnika elektrycznego zarówno w zanurzeniu, jak i na powierzchni morza. 12 września 1980 roku zwodowany został B-248 – okręt prototypowy tego typu, który do służby w WMF SSSR wszedł 3 miesiące później, dając początek budowie całej serii okrętów tego typu i jego pochodnych.

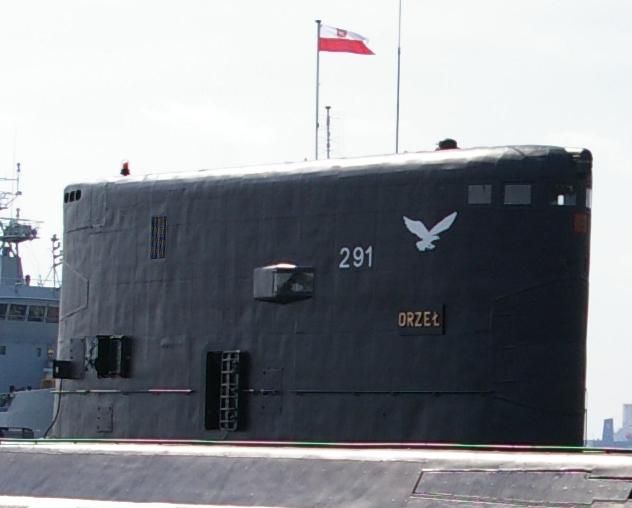
Charakterystyczny symbol orła na kiosku okrętu

Na początku lat 80 XX w. przystąpiono do wycofywania okrętów podwodnych projektu 613. Pod koniec 1983 roku wycofano ORP „Orzeł” (292), a pod koniec 1985 roku ORP „Kondor” (294). 29 września 1984 roku położono zaś stępkę pod okręt oznaczony tymczasowo jako B-351, który został zwodowany 7 czerwca 1985 roku. W tym samym czasie w Rydze rozpoczęło się szkolenie załogi nowego okrętu. Jednostki, która po raz pierwszy w historii wzajemnych relacji polsko-radzieckich nie miała być okrętem używanym wcześniej przez siły morskie ZSRR, lecz całkowicie nową jednostką. Tam też, w stolicy Łotewskiej SRR, 29 kwietnia 1986 roku miało miejsce podniesienie polskiej bandery wojennej na zakupionym od ZSRR B-351 – nowym polskim okręcie projektu 877E, który z polską załogą 13 czerwca 1986 roku wpłynął do Portu Wojennego w Gdyni. 21 czerwca 1986 roku odbył się uroczysty chrzest okrętu, podczas którego jednostka otrzymała miano ORP „Orzeł” oraz numer burtowy 291, zaś matką chrzestną została Irena Załoga (w uroczystości udział wzięli wicepremier Władysław Gwiazda, członkowie biura politycznego KC PZPR: Stanisław Kałkus, Jerzy Romanik i Marian Woźniak, zastępca przewodniczącego Rady Państwa, Tadeusz Szelachowski, a także delegacja sowieckiej Floty Bałtyckiej z wiceadmirałem A. I. Kornienką). Okręt, którego dowództwo otrzymał kmdr ppor. Marek Ćwiklak, wszedł w skład dywizjonu Okrętów Podwodnych 3 Flotylli Okrętów w Gdyni. „Orzeł” miał być pierwszym z czterech nowych okrętów, które miały być zakupione w ZSRR, jednakże bardzo zła sytuacja gospodarcza Polski w połowie lat osiemdziesiątych zniweczyła plany zakupu kolejnych jednostek, toteż okręt z numerem burtowym 291 pozostał jedynym okrętem tego typu, jaki otrzymała MW.

## Charakterystyka techniczna
„Orzeł” wyposażony jest w sześć wyrzutni torpedowych kalibru 533 mm oraz zaawansowaną instalację sonaru. Dwie z tych wyrzutni przystosowane są do odpalania torped sterowanych przewodowo. Zautomatyzowany system zapewnia dużą szybkostrzelność wynikającą z krótkiego czasu przeładowania wyrzutni po wstrzeleniu pierwszej salwy torped. Pierwsza salwa może zostać wystrzelona w ciągu dwóch minut, druga w pięć minut później. Podstawową amunicją okrętu jest 18 torped: 6 TEST-71ME i 12 53-65KE. TEST-71ME jest przeznaczoną do zwalczania okrętów podwodnych elektryczną torpedą ciężką o zasięgu 20 000 metrów, kierowaną przewodowo, z samonaprowadzającą się aktywną głowicą akustyczną, zdolną do wykrycia okrętu podwodnego z odległości 800 metrów. Torpedy te umieszczone są w szczelnie zamkniętych kontenerach wypełnionych azotem. Ich konstrukcja składa się z akustycznego układu naprowadzania, zapalnika zbliżeniowego oraz dwóch kontaktowych, głowicy bojowej, akumulatora jednorazowego użytku, elektronicznej jednostki obliczeniowej oraz układu kontroli, a także układu zdalnej kontroli. Torpeda 53-65KE, o zasięgu 19 000 metrów, jest samonaprowadzającą się torpedą o napędzie tlenowym przeznaczoną do zwalczania okrętów nawodnych. Została w tym celu wyposażona w aktywny akustyczny system sonarowy zapewniający także pionową detekcję kilwateru jednostki stanowiącej cel, utrudniając tym samym wykrycie jej samej oraz zapewniając uchwycenie celu. W przeciwieństwie do jednostek projektu 877 produkowanych dla Związku Radzieckiego, jak wszystkie jednostki eksportowe z wyjątkiem okrętów dla Indii, „Orzeł” nie ma możliwości wystrzeliwania przeciwokrętowych pocisków manewrujących i pozostałych tego typu, więc nie ma możliwości atakowania za ich pomocą celów morskich ani lądowych. Polska zakupiła do 1989 roku jedynie 21 torped 53-65KE i 12 TEST-71ME. Okręt może używać także starszych torped elektrycznych do zwalczania okrętów podwodnych SET-53M.
W tylnej części struktury kiosku znajduje się przestrzeń przewidziana dla żołnierza (marynarza) z naramienną wyrzutnią przeciwlotniczego zestawu rakietowego krótkiego zasięgu (MANPADS) np. 9K34 Strzała 3, 9K38 Igła lub Grom, w czasie przebywania okrętu na powierzchni. Sposób naprowadzania tych pocisków (na podczerwień) umożliwia ich użycie wyłącznie defensywne - w stosunku do odlatujących samolotów - czyli po wykonanym ataku, z prawdopodobieństwem trafienia celu 0,30-0,48 redukowanym do wartości 0,24 po użyciu wabików.
Układ zarządzania walką stanowi system oznaczony jako Murena bądź też MWU-110EM z dwiema konsolami operatorskimi pozwalającymi na jednoczesne przeprowadzenie dwóch ataków oraz manualne śledzenie trzech innych celów.

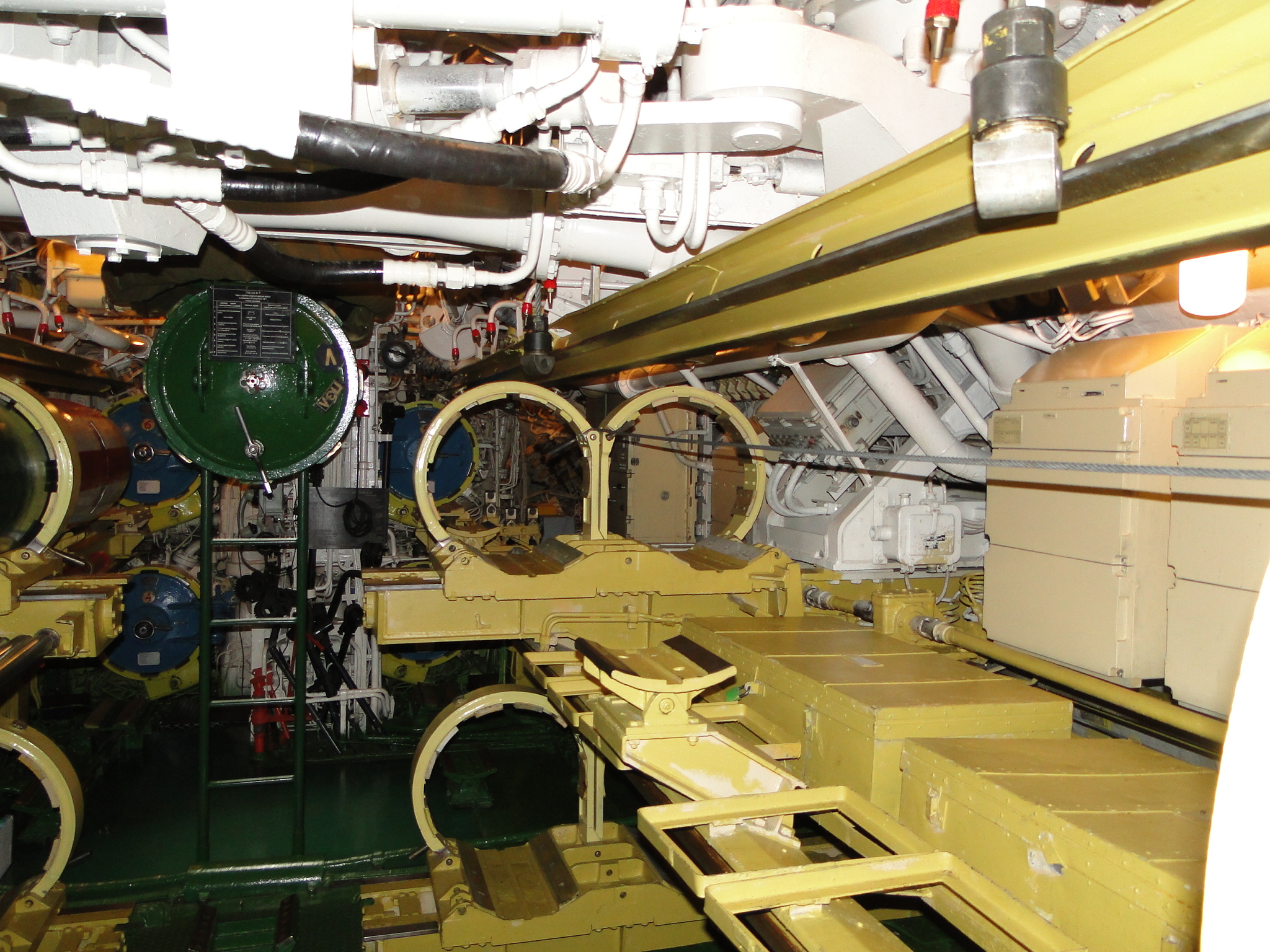
Przedział torpedowy. Widoczne wewnętrzne pokrywy wyrzutni, po prawej stronie podajnik automatycznego urządzenia przeładowującego.

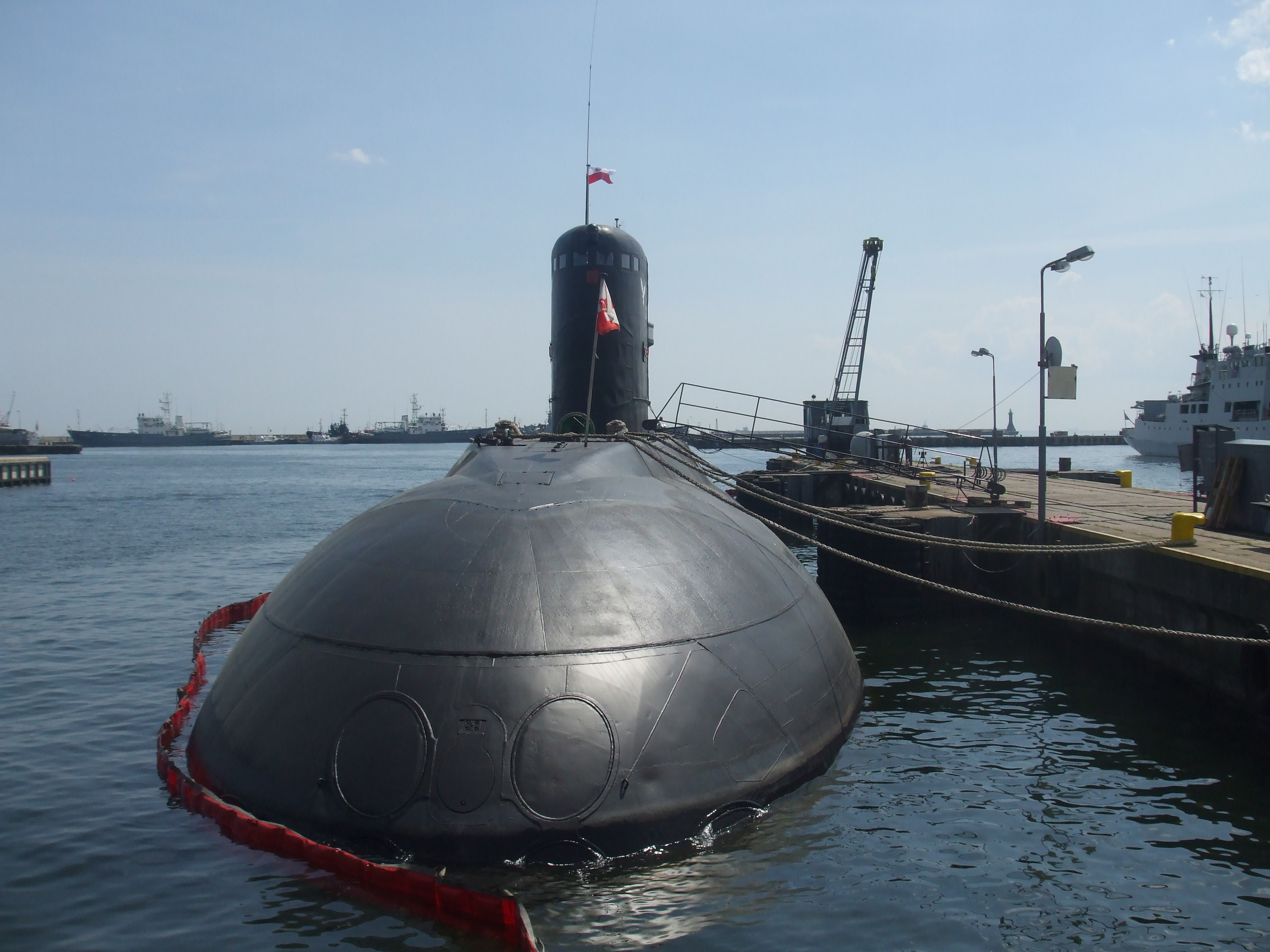
„Orzeł” przy pirsie w Gdyni. Widoczna para zewnętrznych pokryw wyrzutni torpedowych.

Podobnie jak w przypadku wcześniejszych typów radzieckich okrętów podwodnych, „Orzeł” został zbudowany w układzie dwukadłubowym, w którym stery głębokości zostały zainstalowane w dziobowej części kadłuba. Jak wiele radzieckich okrętów, jednostka ta otrzymała dużą rezerwę wyporu hydrostatycznego wynoszącą aż 32%, co zwiększa zdolność do utrzymania się okrętu na powierzchni, nawet przy zalaniu jednego z sześciu przedziałów okrętu oraz przylegającego zbiornika balastowego. Był okrętem zaprojektowanym przede wszystkim jako platforma zwalczania okrętów podwodnych z wysokimi zdolnościami do przeprowadzania patroli bojowych oraz rozpoznania (w latach 70. i 80.). Jako przedstawiciel Projektu 877E, należy do rodziny pierwszych radzieckich okrętów podwodnych z napędem konwencjonalnym, w których zastosowano kroplowy kształt kadłuba typu „albacore” na wzór USS Albacore (AGSS-569). W konstrukcji zwrócono też szczególną uwagę na jego wyciszenie poprzez umieszczenie maszynowni okrętu na specjalnej „tratwie” w celu redukcji hałasu wywoływanego jej drganiami, eliminację otworów zalewowych na kadłubie, umieszczenie sterów głębokości dalej w kierunku rufy oraz obłożenie kadłuba powłoką anechoiczną. Projekt tego okrętu oraz wybór użytych do jego budowy materiałów, wpłynął także na obniżenie jego sygnatury magnetycznej, co utrudniało, w tym okresie wykrycie tego okrętu za pomocą detektorów anomalii magnetycznych (sensorów MAD) oraz zmniejszał ryzyko zniszczenia za pomocą min magnetycznych. Istotną cechą niektórych wersji tego projektu, był stosunkowo wysoki poziom automatyzacji zarówno samego okrętu, jak i układu kontroli ognia w celu redukcji liczby członków załogi, jak i zwiększenia poziomu bezpieczeństwa. 
Z braku jednak polskich danych na temat posiadanej przez Marynarkę Wojenną wersji okrętu, trudno jest jednoznacznie stwierdzić, na ile zautomatyzowana jest obsługa „Orła”. Zarówno rosyjskie jak i zagraniczne źródła komplementują jednostki typu Kilo, jednakże jeden z brytyjskich oficerów – dowódca brytyjskiej jednostki typu Upholder, który miał możliwość wejścia pod pokład Kilo, stwierdził, że obydwa typy jednostek wyglądają niemal identycznie. Po rozmowie z członkami załóg powiedział, że obydwa okręty mają podobną charakterystykę w zakresie pływania, jednakże izolacja przeciwszumowa i przeciwwstrząsowa rosyjskich okrętów budzą wątpliwości. Kilo zapewnia też mniejszy komfort załogi, zwłaszcza w zakresie odpoczynku po wachcie. Według relacji Jonathana Powersa, wyposażenie pomieszczenia kontroli okrętu jest prymitywne i uzależnione od ręcznej obsługi wszystkich systemów. Systemy zdalnej obsługi zastosowane są jedynie w układach awaryjnych. Jeden z oficerów rosyjskich, który odwiedził jednostkę ’’Upholder’’, określił ją jako zbyt delikatną i zbyt narażoną na awarie z powodu zbytniego zautomatyzowania. Pewnym usprawiedliwieniem jednostek Kilo w świetle oceny brytyjskiego dowódcy jest fakt, że jednostki te były oryginalnie zamierzone dla flot państw Układu Warszawskiego. Taka konstatacja na temat jednego z przedstawicieli tego projektu, przy braku jawnych źródeł polskich, powoduje wątpliwości co do stopnia automatyzacji polskiej jednostki tego typu.
„Orzeł” wyposażony jest zestaw elektroniczny, w skład którego wchodzą radar nawigacyjno-poszukiwawczy MRK-50 Tobol, aktywno-pasywny sonar MGK-400 Rubikon z antenami kadłubowymi MG-53, aktywny sonar klasyfikacji i unikania min MG-519 Arfa, sonar pomiaru prędkości dźwięku MG-533 oraz urządzenie wykrywające kawitację własną okrętu MG-512. W zakresie urządzeń walki elektronicznej ORP „Orzeł” dysponuje urządzeniem przechwytującym (radionamiernikiem) MRP-25 Ankier typu 6701E Iwa.

Oznaka rozpoznawcza ORP Orzeł

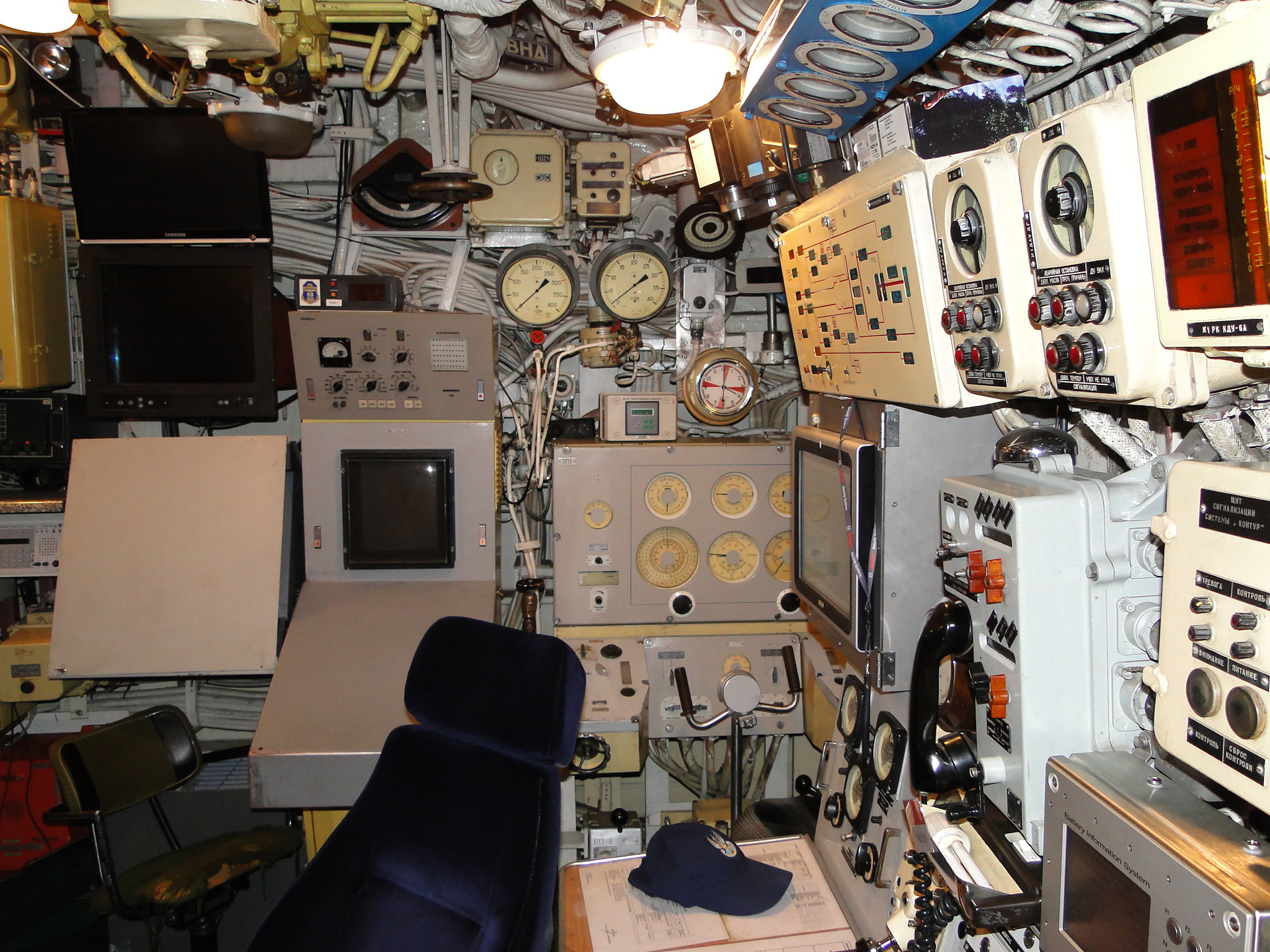
Centrala (stanowisko dowodzenia)

Układ napędowy okrętu stanowią 2 generatory elektryczne Diesla typu 4DŁ42MCh o mocy 1250 kW (1700 KM), które zapewniają energię do ładowania akumulatorów, z których czerpie energię jeden silnik elektryczny PG-141 o mocy 4050 kW, zaś pędnik stanowi jedna sześciołopatowa śruba. Zestaw uzupełnia owinięty wokół wału napędowego wolnoobrotowy silnik elektryczny PG-142 (o mocy 130 shp, 150 KM) oraz dwa wolnoobrotowe silniki manewrowe z dyszą Korta PG-168 (204 shp, 102 KM) stosowane do prędkości 3 węzłów. Energię dla silnika elektrycznego zapewniają dwie baterie akumulatorowe typu 446 ze 120 ogniwami każda (9700 kWh) o łącznej wadze 446 ton. Układ ten przy maksymalnym zapasie paliwa wynoszącym 172 tony, zapewnia okrętowi zasięg 6000 mil morskich w zanurzeniu z użyciem chrap przy prędkości 7 węzłów oraz 400 mil w pełnym zanurzeniu przy prędkości 3 węzłów. W latach 1999–2000 okręt przeszedł modernizację układu łączności i wymiany danych, w celu dostosowania go do standardów NATO.

## Służba operacyjna
Pierwszym dowódcą „Orła” po oficjalnym podniesieniu polskiej bandery był kmdr por. Marek Ćwiklak. W składzie 3. Flotylli Okrętów, jednostka odbyła rejs na Morze Północne i za koło podbiegunowe, z którego powróciła 13 listopada 1987 roku. W 1992 roku ORP „Orzeł” pod dowództwem kmdra ppor. Stanisława Kani uzyskał tytuł najlepszego okrętu bojowego MW. Ponownie tytuł ten zdobywał w 1997 i 1998 roku oraz w 2002 roku (w grupie okrętów o wyporności ponad 400 ton).
Pozostałymi dowódcami jednostki byli do 2018: kmdr por. Gerard Marek, kmdr por. Zbigniew Tlałka, kmdr por. Andrzej Ogrodnik, kmdr por. Mariusz Pelc, kmdr por. Roman Gęzikiewicz oraz kmdr por. Tomasz Sołkiewicz. Od 2018 roku dowódcą był kmdr por. Maciej Bielak (najpierw pełniący obowiązki). Po odejściu kmdr por. Macieja Bielaka z okrętu obowiązki dowódcy okrętu pełnił kpt. mar. Daniel Popławski. 
W czerwcu 1996 roku „Orzeł” po raz pierwszy wziął udział w międzynarodowych manewrach NATO BALTOPS '96 na Bałtyku. W kwietniu 1997 roku, wraz z ORP „Kaszub” „Orzeł” wziął udział w polsko-holenderskich ćwiczeniach ZOP, w czerwcu zaś tego samego roku w międzynarodowych manewrach morskich BALTOPS '97. Od 21 listopada do 4 grudnia brał udział w operacji Baltic Porpoise w akwenie Rynny Słupskiej i Głębi Gdańskiej. W operacji tej wzięły udział także okręty podwodne Danii „Tumleren” i francuski „Ouessant”, a także niemieckie U-16 oraz okręt baza „Meersburg” i polski okręt ratowniczy ORP „Lech”. W pierwszej połowie roku 1998, „Orzeł” wziął udział w ćwiczeniach Rekin '98, będących największymi w tym roku ćwiczeniami operacyjnymi w działaniach obronnych, z udziałem lotnictwa morskiego i jednostek brzegowych marynarki wojennej, w których uczestniczyło ogółem ponad 5000 marynarzy. Między 8 a 19 czerwca 1998 roku ORP „Orzeł” wziął udział w manewrach morskich BALTOPS '98, 5 dni później zaś rozpoczął trwające do 25 czerwca ćwiczenia PASSEX '98, w których udział brał także brytyjski lotniskowiec HMS „Invincible”. „Orzeł” służył w tych ćwiczeniach jako cel dla pokładowych brytyjskich sił ZOP oraz polskiego zespołu zwalczania okrętów podwodnych. 1 września 1998 roku „Orzeł” wyszedł w rejs specjalny po Bałtyku szlakiem, jakim płynęła we wrześniu 1939 roku pierwsza jednostka o tej nazwie. Od 6 do 20 listopada tego samego roku okręt brał udział w ćwiczeniach Baltic Porpoise '98 w wodach cieśniny Skagerrak oraz północnej części Kattegat, w których obok okrętów z Polski, brały udział także jednostki z Niemiec i Danii. 
W drugiej połowie 2013 roku jednostka odbyła niewielki remont (m.in. zbiorników balastowych 1 i 11), ukończony w styczniu 2014. Od czerwca 2014 roku prowadzony był w Stoczni Marynarki Wojennej długotrwały remont połączony z dokowaniem, związany z całkowitą wymianą baterii akumulatorowych i remontem uzbrojenia. Prace zaplanowano na 9 miesięcy, jednak przeciągnęły się z powodu poszerzania ich zakresu oraz opóźnień spowodowanych tym, że okręt uległ uszkodzeniu na skutek zderzenia z suchym dokiem podczas wyciągania. Dodatkowe uszkodzenia spowodowały konieczność kolejnych prac remontowych. 
27 września 2017 roku doszło do pożaru na jednostce zacumowanej w porcie, w wyniku którego zalane zostało wnętrze i uszkodzone wyposażenie okrętu. Pomimo spekulacji medialnych dotyczących nieopłacalności naprawy po pożarze, okręt pozostaje w służbie i w 2018 roku wychodził w morze. Ogłoszono również w 2018 roku przetarg na naprawy systemów hydroakustycznych. Komenda Portu Wojennego w Gdyni poinformowała, że podpisano umowę na naprawę kompleksu hydroakustycznego MGK-400 na okręcie. Przetarg ogłoszono 23 stycznia 2020 roku.
W styczniu 2021 roku, okręt po zakończeniu wszystkich napraw odbył pięciodniowy rejs szkoleniowy, który jak informowała 3 Flotylla Okrętów, polegał na przygotowaniu jednostki do zaliczenia egzaminu dopuszczającego okręt i załogę do działania zgodnie z przeznaczeniem. W czasie szkolenia załoga „Orła” ćwiczyła obronę morskich szlaków komunikacyjnych, monitoring żeglugi, poszukiwanie, wykrywanie oraz śledzenie wrogich jednostek pływających. Ponadto załoga ćwiczyła nawiązywanie i prowadzenie łączności oraz obronę przeciwawaryjną.
Na początku 2021 r. Marynarka Wojenna zdecydowała o wycofaniu i sprzedaży na złom wszystkich pozostałych okrętów podwodnych typu Kobben w tym samym roku, na skutek czego „Orzeł” pozostał jedynym okrętem podwodnym w MW.
W latach 2020–2021 okręt przechodził co najmniej 10 napraw. W listopadzie 2022 roku rozpoczął się ponowny remont w PGZ Stoczni Wojennej. 9 marca 2024 roku Marynarka poinformowała o przywróceniu okrętowi możliwości bezpiecznego zanurzania się i zamiarze jego powrotu do służby operacyjnej.

## Inne okręty podwodne o tej nazwie
- ORP „Orzeł”: przyjęcie do służby: 1939 r.
- ORP „Orzeł” (292): przyjęcie do służby: 1962 r.